# Kühlenbach
Der Kühlenbach ist ein rechter und östlicher Zufluss der Schwäbischen Rezat bei Weißenburg in Bayern im mittelfränkischen Landkreis Weißenburg-Gunzenhausen.

## Verlauf
Der Kühlenbach entspringt auf einer Höhe von 478 m ü. NN südöstlich von Stadelhof unweit der Bundesstraße 2 am Südhang des Berges Auf der Ebene. Er fließt beständig in nordwestliche Richtung und durchquert während seines gesamten Verlaufs eine weite Offenlandschaft. Nach rund 1,8 Kilometern fließt er neben der Bahnstrecke Treuchtlingen–Nürnberg auf etwa 419 m ü. NN in einem Entwässerungsgraben mit dem dieser entlang nahenden, hier nur etwa 1,1 km langen Markhofgraben zusammen; der folgende, nur noch weniger als 200 Meter lange Grabenlauf längs der Bahnlinie zieht nach Südwesten und damit der Schwäbischen Rezat fast entgegen, in diese mündet der Kühlenbach dann auf einer Höhe von etwa 416 m ü. NN von links, wo sie erstmals die Eisenbahnstrecke unterquert.
Der Name des weniger als 200 Meter langen, künstlichen Unterlaufabschnittes ab dem Zusammenfluss von Kühlenbach und Markhofgraben ist anhand der einschlägigen Quellen nicht sicher zu bestimmen; größere Länge, größeres Einzugsgebiet, die im Unterschied zum Markhofgraben wenigstens ansatzweise Talbildung am Oberlauf des Kühlenbachs wie auch der frühere Ablauf des Markhofgrabens auf Westlauf unter der Bahnlinie hindurch weiter abwärts direkt in die Fränkische Rezat sprechen jedoch alle für den Kühlenbach als Namensgeber.